# Шинделл, Дрю
Дрю Шинделл (Drew Todd Shindell) — американский физик, климатолог, атмосферный химик.
Доктор философии (1995), заслуженный профессор Университета Дьюка (с 2016), старший учёный ЮНЕП (с 2015).
С 1995 по 2014 год пребывал в Goddard Institute for Space Studies, более десятилетия преподавал в Колумбийском университете. Член НАН США (2023).
Фелло Американского геофизического союза (2014). В 2017 году вошёл в число наиболее цитируемых учёных согласно Clarivate Analytics, также назван в числе высокоцитируемых учёных в 2019 году. Отмечен рядом отличий.
Окончил Калифорнийский университет в Беркли (бакалавр физики, 1988). Степень доктора философии по физике получил в 1995 году в Университете Стоуни-Брук.
Ныне заслуженный именной профессор (Nicholas Professor) Университета Дьюка, где состоит профессором с 2014 года.
Координирующий ведущий автор Пятого оценочного доклада МГЭИК (2013) и её спецдоклада «Глобальное потепление на 1,5 °C» (2018).
Фелло Американской ассоциации содействия развитию науки (2015).
Много выступает в СМИ.
Автор более 250 публикаций, в частности в Nature и Science. Его работы цитировались порядка 34 тыс. раз.